# Vojtěch Kotecký
Vojtěch Kotecký (* 22. prosince 1974) je český zoolog, publicista a ochránce životního prostředí.
Vystudoval systematickou biologii a zoologii na Přírodovědecké fakultě Univerzity Karlovy v Praze.
Od roku 1992 pracuje v občanském sdružení Hnutí DUHA, v současné době jako programový ředitel. Je členem Rady vlády pro udržitelný rozvoj a Rady surovinové politiky ministerstva průmyslu. Rok předsedal Friends of the Earth Europe, federaci ekologických organizací z třiceti zemí celého kontinentu.
Publikoval řadu článků týkající se ochrany přírody a ekologické politiky (např. Vesmír, Literární noviny, Sedmá generace, Mf Dnes, Hospodářské noviny), píše pro Deník Referendum.
V červnu 2007 mu Martin Bursík udělil Cenu ministra životního prostředí „za významný přínos prosazování věcnosti a odbornosti do veřejné debaty o ochraně životního prostředí“.
Pracoval jako analytik v think-tanku Glopolis. Od roku 2020 pracuje jako výzkumník v Centru pro otázky životního prostředí Univerzity Karlovy. Je ženatý.